# 231675 Amandastadermann
231675 Amandastadermann è un asteroide della fascia principale. Scoperto nel 1994, presenta un'orbita caratterizzata da un semiasse maggiore pari a 2,284709 UA e da un'eccentricità di 0,095250, inclinata di 3,681464° rispetto all'eclittica.